# 카토비체 공항

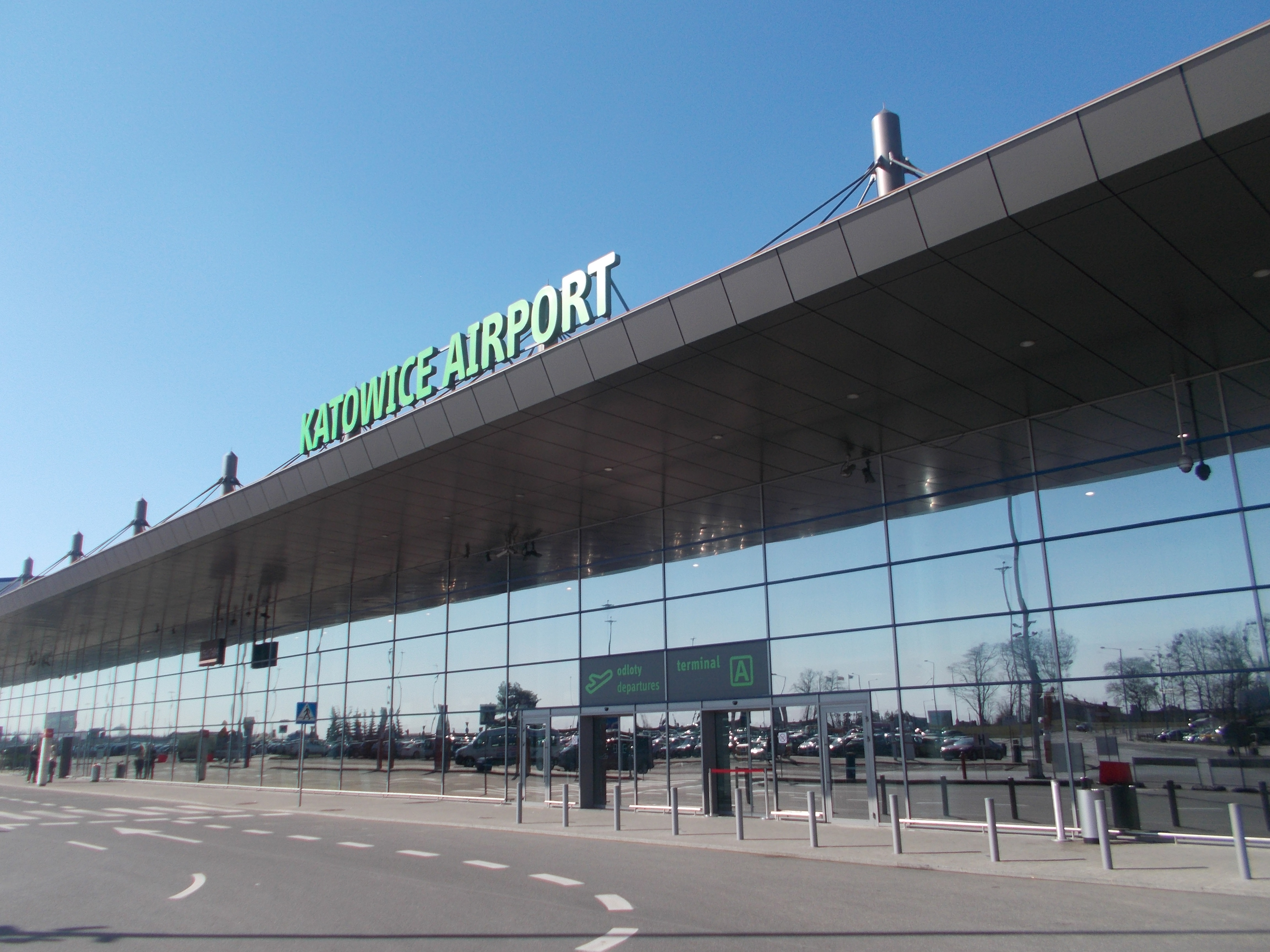

카토비체 공항(폴란드어: Katowice Airport im. Wojciecha Korfantego, IATA: KTW, ICAO: EPKT은 폴란드 카토비체에서 북쪽으로 30킬로미터 지점에 있는 Pyrzowice에 위치한 국제공항이다. 이 공항은 폴란드에서 연간 승객 유입량이 4번째로 많은 공항이다. 카토비체 공항은 전세 항공사 교통 부문에서 폴란드 최대의 공항이기도 하다. 화물 교통량 부문에서는 폴란드에서 2번째로 큰 공항이다.

## 같이 보기
- 카토비체
- 실롱스크주